# Kanton Le Port
Der Kanton Le Port ist seit 2015 ein französischer Wahlkreis im Arrondissement Saint-Paul des Übersee-Départements Réunion. Er umfasst die Gemeinde Le Port.